# Auto-ID Labs
Auto-ID Labs — мережа лабораторій та дослідницька група в галузі мережевої радіочастотної ідентифікаці та нових сенсорних технологій.

## Історія
Перша лабораторія Auto-ID є наступницею Центру автоідентифікації MIT, заснованого Кевіном Ештоном, Девідом Броком, доктором Даніелем Енгельсом, Санджай Сармою та Санні Сіу за фінансування Procter & Gamble, Gillette та ряда інших світових виробників споживчих товарів. Перша лабораторія була створена в 1999 році та ввела поняття Інтернет речей.

## Дослідження
Теми досліджень лабораторій вийшли за рамки лише RFID-досліджень, а тепер також включають сенсорні мережі та нові технології зондування.
Лабораторії Auto-ID орєнтовані досліджувати еволюцію та застосування систем RFID та інших технологій Інтернету речей.

## Лабораторії
- MIT Auto-ID Lab;
- Камбріджська Auto-ID Lab [4];
- ETH Auto-ID Lab [5];
- Auto-ID Lab університету Фудана;
- Auto-ID Lab університету Кейо [6];
- KAIST Auto-ID Lab [7].